# Colleen Atwood
Colleen Atwood (ur. 25 września 1948 w Quincy) – amerykańska kostiumograf, laureatka czterech Oscarów, a także ośmiu nominacji do tej nagrody. Ukończyła Cornish College of The Arts, Seattle Washington i New York University School of Film w Nowym Jorku.

## Filmografia
- 2018: Mary Poppins powraca
- 2018: Tomb Raider
- 2018: Paradoks Cloverfield
- 2018: Fantastyczne zwierzęta: Zbrodnie Grindelwalda
- 2016: Alicja po drugiej stronie lustra
- 2016: Fantastyczne zwierzęta i jak je znaleźć
- 2016: Łowca i Królowa Lodu
- 2016: Osobliwy dom Pani Peregrine
- od 2016: The Tick
- 2015: Haker
- 2015: Hidden
- od 2015: Supergirl
- 2014: Tajemnice lasu
- 2014: Wielkie oczy
- 2012: Mroczne cienie
- 2012: Królewna Śnieżka i Łowca
- 2011: Dziennik zakrapiany rumem
- 2011: Wyścig z czasem
- 2010: Turysta
- 2010: Alicja w Krainie Czarów
- 2009: Dziewięć
- 2009: Wrogowie publiczni
- 2007: Sweeney Todd: Demoniczny golibroda z Fleet Street
- 2006: Mission: Impossible III
- 2006: Tony Bennett: An American Classic
- 2005: Wyznania gejszy
- 2004: Lemony Snicket: Seria niefortunnych zdarzeń
- 2003: Duża ryba
- 2002: Cinemagique
- 2002: Chicago
- 2001: Planeta Małp
- 2001: Mexican
- 2001: Golden Dreams
- 2001-2002: The Tick
- 1999: Jeździec bez głowy
- 1999: Mumford
- 1998: W sieci zła
- 1998: Pokochać
- 1997: Gattaca – szok przyszłości
- 1997: Kumpel
- 1996: Szaleństwa młodości
- 1996: Pod presją
- 1996: Urwanie głowy
- 1996: Marsjanie atakują!
- 1995: Groteska
- 1994: Ed Wood
- 1994: Małe kobietki
- 1994: Chłopiec okrętowy
- 1994: Wyatt Earp
- 1993: Filadelfia
- 1993: Urodzeni wczoraj
- 1992: Pole miłości
- 1992: Olej Lorenza
- 1991: W matni
- 1991: Milczenie owiec
- 1990: Opowieść Podręcznej
- 1990: Joe kontra wulkan
- 1990: Edward Nożycoręki
- 1989: Obcy w domu
- 1988: Na zawsze
- 1988: Poślubiona mafii
- 1988: Trylogia Miłosna
- 1988: Świeże konie
- 1987: Stan krytyczny
- 1987: Podrywacz artysta
- 1987: Osaczona
- 1986: Łowca
- 1985: Bring on the Night
- 1984: Firstborn

## Nagrody i nominacje

### Nagroda Akademii Filmowej
| Rok  | Kategoria          | Za                                                | Wynik     |
| ---- | ------------------ | ------------------------------------------------- | --------- |
| 2017 | Najlepsze kostiumy | Fantastyczne zwierzęta i jak je znaleźć           | Wygrana   |
| 2015 | Najlepsze kostiumy | Tajemnice lasu                                    | Nominacja |
| 2013 | Najlepsze kostiumy | Królewna Śnieżka i Łowca                          | Nominacja |
| 2011 | Najlepsze kostiumy | Alicja w Krainie Czarów                           | Wygrana   |
| 2010 | Najlepsze kostiumy | Dziewięć                                          | Nominacja |
| 2008 | Najlepsze kostiumy | Sweeney Todd: Demoniczny golibroda z Fleet Street | Nominacja |
| 2006 | Najlepsze kostiumy | Wyznania gejszy                                   | Wygrana   |
| 2005 | Najlepsze kostiumy | Lemony Snicket: Seria niefortunnych zdarzeń       | Nominacja |
| 2003 | Najlepsze kostiumy | Chicago                                           | Wygrana   |
| 2000 | Najlepsze kostiumy | Jeździec bez głowy                                | Nominacja |
| 1999 | Najlepsze kostiumy | Pokochać                                          | Nominacja |
| 1995 | Najlepsze kostiumy | Małe kobietki                                     | Nominacja |

### Nagroda Brytyjskiej Akademii Filmowej
| Rok  | Kategoria          | Za                                                | Wynik     |
| ---- | ------------------ | ------------------------------------------------- | --------- |
| 2017 | Najlepsze kostiumy | Fantastyczne zwierzęta i jak je znaleźć           | Nominacja |
| 2015 | Najlepsze kostiumy | Tajemnice lasu                                    | Nominacja |
| 2013 | Najlepsze kostiumy | Królewna Śnieżka i Łowca                          | Nominacja |
| 2011 | Najlepsze kostiumy | Alicja w Krainie Czarów                           | Wygrana   |
| 2008 | Najlepsze kostiumy | Sweeney Todd: Demoniczny golibroda z Fleet Street | Nominacja |
| 2006 | Najlepsze kostiumy | Wyznania gejszy                                   | Wygrana   |
| 2003 | Najlepsze kostiumy | Chicago                                           | Nominacja |
| 2002 | Najlepsze kostiumy | Planeta Małp                                      | Nominacja |
| 2000 | Najlepsze kostiumy | Jeździec bez głowy                                | Wygrana   |
| 1995 | Najlepsze kostiumy | Małe kobietki                                     | Nominacja |
| 1992 | Najlepsze kostiumy | Edward Nożycoręki                                 | Nominacja |